# S/mileage
Анжерм (Angerme, Анджуруму) или преди това като Смайлидж (S/mileage) е японска момичешка идол група (поп група) създадена през 2009 година. Групата е изцяло дамска. S/mileage е основната група в проекта Hello ! Project, целящ създаването и промотирането на комерсиални поп групи.

## Членове

### Настоящи членове
- Акари Такеучи (2011–настояще)
- Рикако Сасаки (2014–настояще)
- Мое Камикокюроу (2015–настояще)
- Момона Касахара (2016–настояще)
- Аяно Кавамура (2017–настояще)
- Лейла Исе (2018–настояще)
- Рин Хашисако (2019–настояще)
- Рин Кавана (2020–настояще)
- Шион Таменага (2020–настояще)
- Вакана Мацумото (2020–настояще)

### Бивши членове
- Мусубу Фунаки (2017–2020)
- Харука Ота (2018–2020)
- Мизуки Мурота (2014–2020)
- Кана Наканиши (2011–2019)
- Рина Кацута (2011–2019)
- Махо Айкава (2014–2017)
- Мейми Тамура (2011–2016)
- Фуюка Косуга (2011)
- Аяка Вада (2009–2019)
- Канон Фукуда (2009–2015)
- Юка Маеда (2009–2011)
- Саки Огава (2009–2011)

## Дискография

### Студийни албуми
- Warugaki 1 (2010)
- 2 Smile Sensation (2013)
- Rinnetenshō ~Angerme Past, Present & Future~ (2019)

### Компилации
- S/mileage Best Album Kanzenban 1 (2012)
- S/mileage / Angerme Selection Album "Taiki Bansei (2015)

### Сингли
- Ama no Jaku (2009)
- Asu wa Date na no ni, Ima Sugu Koe ga Kikitai (2009)
- Suki-chan (2009)
- Otona ni Narutte Muzukashii!!! (2010)
- Yume Miru 15 (2010)
- Ganbaranakutemo Eenende!! (2010)
- Onaji Jikyū de Hataraku Tomodachi no Bijin Mama (2010)
- Shortcut (2011)
- Koi ni Booing Boo! (2011)
- Uchōten Love (2011)
- Tachiagirl (2011)
- Please Miniskirt Postwoman! (2011)
- Chotto Matte Kudasai! (2012)
- Dot Bikini (2012)
- Suki yo, Junjō Hankōki (2012)
- Samui ne (2012)
- Tabidachi no Haru ga Kita (2013)
- Atarashii Watashi ni Nare!/Yattaruchan (2013)
- Ee ka!?/Ii Yatsu (2013)
- Mystery Night!/Eighteen Emotion (2014)
- Aa Susukino/Chikyu wa Kyo mo Ai o Hagukumu (2014)
- Taiki Bansei/Otome no Gyakushū (2015)
- Nana Korobi Ya Oki/Gashin Shōtan/Mahō Tsukai Sally (2015)
- Desugita Kui wa Utarenai/Donden Gaeshi/Watashi (2015)
- Tsugitsugi Zokuzoku/Itoshima Distance/Koi Nara Tokku ni Hajimatteru (2016)
- Umaku Ienai/Ai no Tame Kyō made Shinka Shitekita Ningen Ai no Tame Subete Taika Shitekita Ningen/Wasurete Ageru (2016)
- Ai Sae Areba Nanni mo Iranai/Namida Iro no Ketsui/Majokko Megu-chan (2017)
- Nakenai ze... Kyoukan Sagi/Uraha゠Lover/Kimi Dake ja Nai sa... Friends (2018 акустична версия) (2018)
- Tade Kuu Mushi mo Like it!/46-Okunen Love (2018)
- Koi wa Accha Accha/Yumemita 15 (2019)
- Watashi wo Tsukuru no wa Watashi/Zenzen Okiagarenai Sunday (2019)
- Kagiriaru Moment/Mirror Mirror (2020)